# Misión (uva)

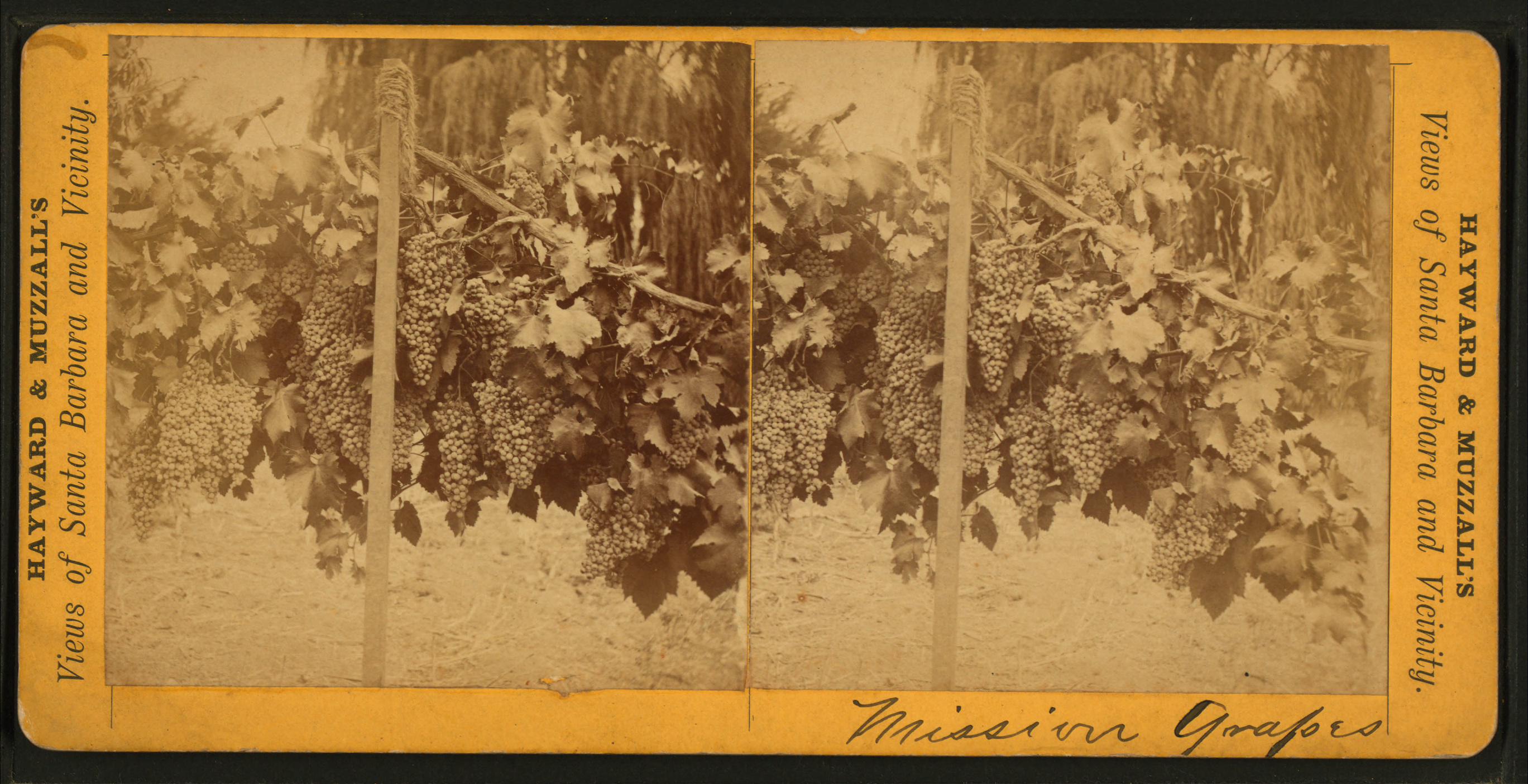
Foto de uvas misión en Santa Bárbara, California. C. 1875.

La uva misión es una variedad de Vitis vinífera introducida desde España a la costa oeste de Norteamérica y Sudamérica por los misioneros católicos en el Nuevo Mundo. Era usada para hacer vino de misa, vinos de mesa y vinos fortificados. En el año 2007 se descubrió que esta uva era la listán prieto.

## Historia
La cepa europea original había estado desaparecida hasta hace muy poco, por lo que se las denominó "uvas de la misión" (en inglés mission grapes), ya que normalmente se cultivaban en las misiones españolas. La uva se introdujo en Las California, en el virreinato de Nueva España, a finales del siglo XVIII por los misioneros franciscanos. Hasta aproximadamente 1850, las uvas de la misión representaron la totalidad de la viticultura californiana. Sin embargo, en la actualidad solo hay menos de 4 kilómetros cuadrados en todo el Estado de California. Muchas de las plantaciones que quedan están en el Gold Country, en el Valle Central y en el sur de California.

## Vinos
Se producen vinos tintos y blancos, secos y dulces, brandy y un vino fortificado llamado Angélica. Aunque las vides de misión son muy resistentes y se pueden adaptar a una gran variedad de climas, los vinos de mesa hechos de esta uva tienden a tener poco carácter, y su uso para la vinificación ha disminuido a lo largo de los años. No obstante, el vino fortificado que se ha hecho de esta variedad durante dos siglos, el Angélica, tiene cierta popularidad. La uva misión está relacionada con la uva rosa argentina llamada criolla y la uva tinta país chilena.

## Vid europea
En 2007, alumnos del Centro Nacional de Biotecnología de Madrid descubrieron el nombre original y la procedencia de la que había sido llamada "uva de la misión" y que había sido la primera vid europea plantada en América.
Su descubrimientos aparecieron en la publicación de la Sociedad Americana de Enología y Viticultura (American Society of Enology and Viticulture). Los alumnos determinaron que el ADN de la uva de la misión era el de una uva poco conocida llamada listán prieto.